# District de Jiuli
Le district de Jiuli (九里区 ; pinyin : Jiǔlǐ Qū) est une subdivision administrative de la province du Jiangsu en Chine. Il est placé sous la juridiction de la ville-préfecture de Xuzhou.